# Катарина Урсула фон Баден-Дурлах
Катарина Урсула фон Баден-Дурлах (на немски: Katharina Ursula von Baden-Durlach; * 19 юни 1593, дворец Карлсбург при Дурлах; † 15 февруари 1615, Марбург) от Дом Баден, е маркграфиня от Баден-Дурлах и чрез женитба ландграфиня на Хесен-Касел.

## Живот
Тя е най-възрастната дъщеря на маркграф Георг Фридрих фон Баден-Дурлах (1573 – 1638) и първата му съпруга Юлиана Урсула фон Салм-Нойфвил (1572 – 1614), дъщеря на Вилд- и Рейнграф Фридрих фон Салм-Нойфвил. По баща е внучка на маркграф Карл II фон Баден-Дурлах. По-малкият ѝ брат е маркграф Фридрих V фон Баден-Дурлах (1594 – 1659).
Катарина Урсула се омъжва на 24 август 1613 г. в Касел за ландграф Ото фон Хесен-Касел (1594 – 1617). Катарина Урсула умира при раждане на 15 февруари 1615 г. в Марбург на 21 години. Дъщеря им е мъртвородена. След нейната смърт Ото се жени втори път на 14 юни 1617 г. за Агнес Магдалена фон Анхалт-Десау (1590 – 1626), втората дъщеря на княз Йохан Георг I фон Анхалт-Десау.